# Parornix oculata
Parornix oculata là một loài bướm đêm thuộc họ Gracillariidae. Loài này có ở Hy Lạp và Thổ Nhĩ Kỳ.